# Tarzo
Tarzo (IPA: /ˈtartso/; Tarz in veneto) è un comune italiano di 4 122 abitanti della provincia di Treviso in Veneto.

## Geografia fisica

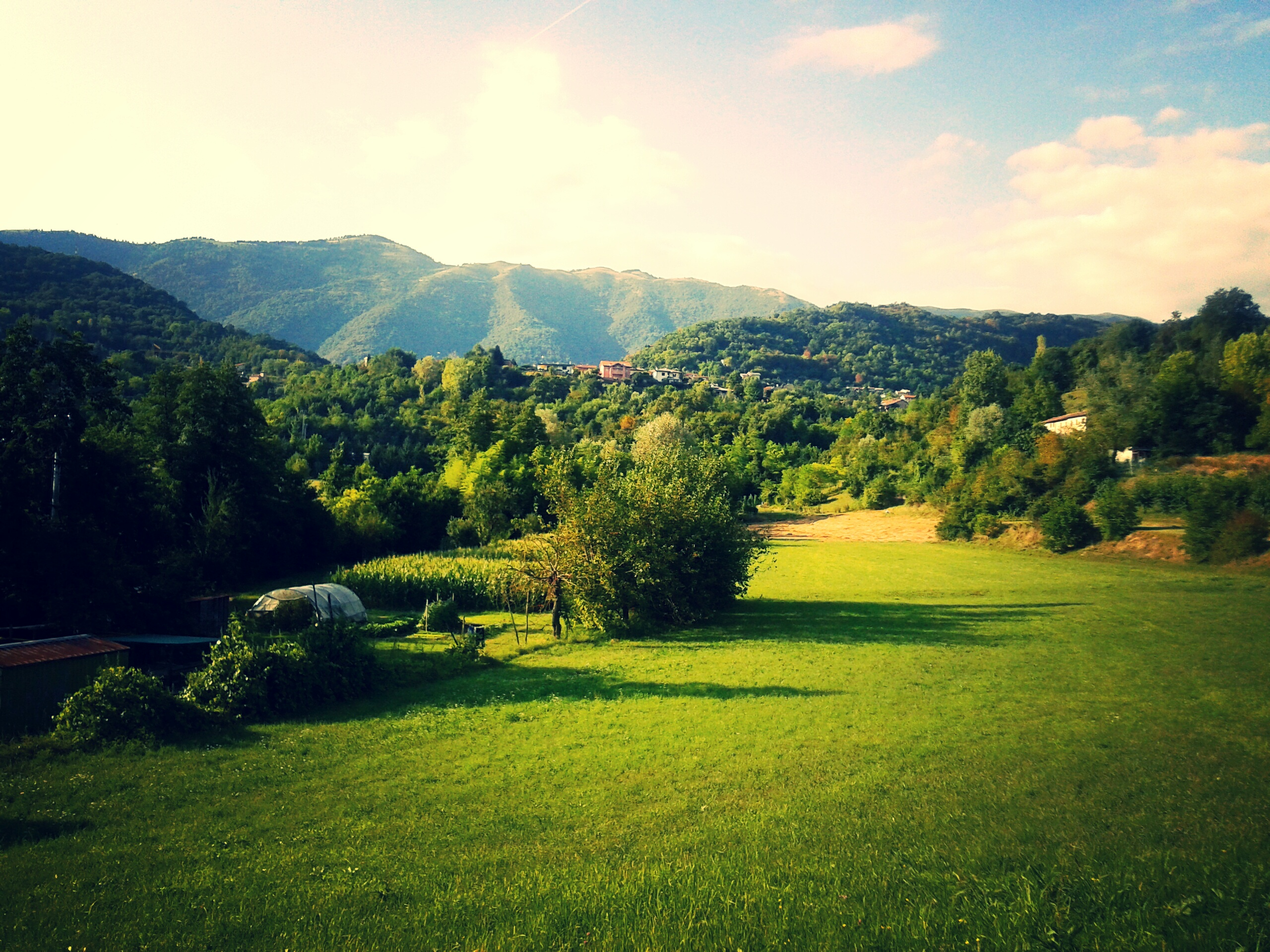
Tarzo

Tra i pochi lembi pianeggianti, si ricorda quella sul fondo della Vallata Trevigiana (si estende a sud dei laghi di Revine Lago, sulle cui rive sorgono Colmaggiore e Fratta) e la parte meridionale di Corbanese (dove si trova la zona industriale). Per il resto, la zona è completamente collinare, caratterizzandosi inoltre per la presenza di valli boscose e numerosi corsi d'acqua a carattere torrentizio. Le altitudini maggiori si ravvisano nella zona orientale, verso Vittorio Veneto (Monte Piai 540 m s.l.m., le Prese 579 m).
Per quanto riguarda i fiumi, nell'area si estendono due bacini idrografici. Il torrente Cervano, che è il corso d'acqua più rilevante, appartiene a quello del Livenza: nasce nei pressi di San Lorenzo, attraversa Corbanese e sfocia nel Monticano poco oltre Bagnolo. In quello del Piave ricadono il Lierza, che ridiscende verso il Quartier del Piave, e la Tajada, il canale che esce dai due laghi prendendo poi il nome di Soligo.

## Origini del nome
Citato per la prima volta, come «Tarçe», nel 1031, il toponimo è un prediale (privo di suffisso) derivato dal personale latino Tartius.

## Storia

### Prime tracce
Le più antiche testimonianze archeologiche, rinvenute nella zona dei laghi di Revine Lago, fanno risalire alla prima Età del Bronzo (II millennio a.C.) la presenza dell'uomo nella zona. A quest'epoca appartengono una spada, rinvenuta nel 1923 e conservata nel Museo Civico di Conegliano, e i materiali ceramici e litici venuti alla luce nel 1987, provenienti da un insediamento palafitticolo a Colmaggiore. Recentemente (1996) altri reperti preistorici, in selce, sono stati rinvenuti nella zona di San Giuseppe a Corbanese.
Le popolazioni indigene, Veneti soprattutto e Celti, accolsero successivamente, durante il II secolo a.C., i Romani, ed i toponimi di Tarzo, Corbanese, Arfanta risalgono a questo periodo.

### I longobardi
L'arrivo dei Longobardi, nel 568, ebbe notevole importanza per la zona. Durante i duecento anni del loro dominio, i Longobardi fecero vita comune con la gente del luogo, riorganizzarono il territorio, promulgarono leggi, fondarono pievi e numerose piccole comunità. Tra queste Tarzo e Corbanese, sedi di fortilizi ora scomparsi, Arfanta, Fratta e Colmaggiore che da allora si troveranno sempre citati insieme, testimoniando una plurisecolare unità del territorio comunale.
Ai Longobardi si deve anche la costituzione del Ducato di Ceneda, corrispondente all'incirca all'attuale diocesi di Vittorio Veneto, nel quale fu compreso Tarzo.

### Simboli
Lo stemma e il gonfalone sono stati concessi con decreto del presidente della Repubblica del 21 maggio 1958.
La mitra ricorda che Tarzo fu legata 
dal 1307 al vescovado di Ceneda, di cui fu vicecontea fino al 1769, e in quanto tale ebbe propri statuti emanati direttamente dal vescovo fin dal XV secolo.
Le due stelle stanno forse ad indicare i due poteri, civile ed ecclesiastico, esercitati dai vescovi-conti ma potrebbero anche alludere ai Da Camino, signori di Tarzo prima dei vescovi e che aggiunsero due stelle al loro stemma, quando Gherardo III entrò a far parte del consiglio dei Trecento della città di Treviso. La fascia azzurra potrebbe indicare i due laghi di Revine, che per metà della loro estensione sono sotto il territorio comunale di Tarzo. L'albero sulla pianura simboleggia il territorio costituito in prevalenza di prati e boschi.
Il gonfalone è un drappo partito d'azzurro e di bianco.

## Monumenti e luoghi d'interesse

### Architetture religiose
- Chiesa della Purificazione della Beata Vergine Maria, parrocchiale edificata nel XVIII secolo in stile neoclassico.

### Architetture civili

#### Villa Franceschet, Silan, Cancian
Collocata a sud del centro, lungo la SP 635 che attraversa il paese, è un alto edificio a quattro piani sorto però su un livello inferiore rispetto alla strada. Non ha i tratti peculiari delle ville venete essendo piuttosto un semplice palazzetto residenziale impreziosito da alcune finiture in pietra e legno.
Secondo una tradizione orale, non suffragata da documenti storici, fu costruita nel Settecento con il materiale edile recuperato dai ruderi di un antico castello. Certamente rimaneggiata negli anni successivi, si articola oggi in due volumi ben distinti: un corpo principale, con muri in sasso e, sul fronte principale (a sud), un sopralzo con una porta-finestra aperta su un poggiolo aggettante; e una seconda unità, caratterizzata dall'intonaco bianco e conclusa da un timpano con al centro un'apertura a semicerchio.

#### Casa Mondini, Mazzucco
Originaria del XV secolo, fa parte di una caratteristica borgata posta subito a sud del centro, in posizione panoramica verso i colli circostanti.
Pur trattandosi di un tipico esempio di casa rurale, con stalla e caneva ("cantina") al piano terra e abitazione al primo piano, l'edificio è nobilitato dalla disposizione delle aperture, sebbene la successiva costruzione di due volumi adiacenti ne abbia coperto una parte. Al piano terra si trova una loggia aperta da due archi a tutto sesto, mentre al centro del livello superiore si trova una bifora; a sinistra si colloca una monofora rettangolare, cui doveva corrisponderne un'altra sul lato opposto. Il sottotetto, infine, si caratterizza per una serie di finestrelle rettangolari, corrispondenti alla forometria del primo piano.

## Società

### Evoluzione demografica
Abitanti censiti

### Etnie e minoranze straniere
Al 31 dicembre 2023 gli stranieri residenti nel comune erano 240, ovvero il 5,8% della popolazione. I gruppi più numerosi sono i seguenti:
1. Romania 39
2. Marocco 37
3. Senegal 22
4. Kosovo 21
5. Macedonia del Nord 18

## Cultura

### Eventi
- 2 febbraio: Festa della Candelora
- luglio-agosto: Festa dell'Emigrante[13]
- 24 agosto: Festa di S.Bartolomeo ad Arfanta
- Prima settimana di settembre: Festa Settembrina a Corbanese
- Ultima domenica di settembre Lo spirito degli antichi sapori
- ottobre: Festa della Castagna

## Geografia antropica

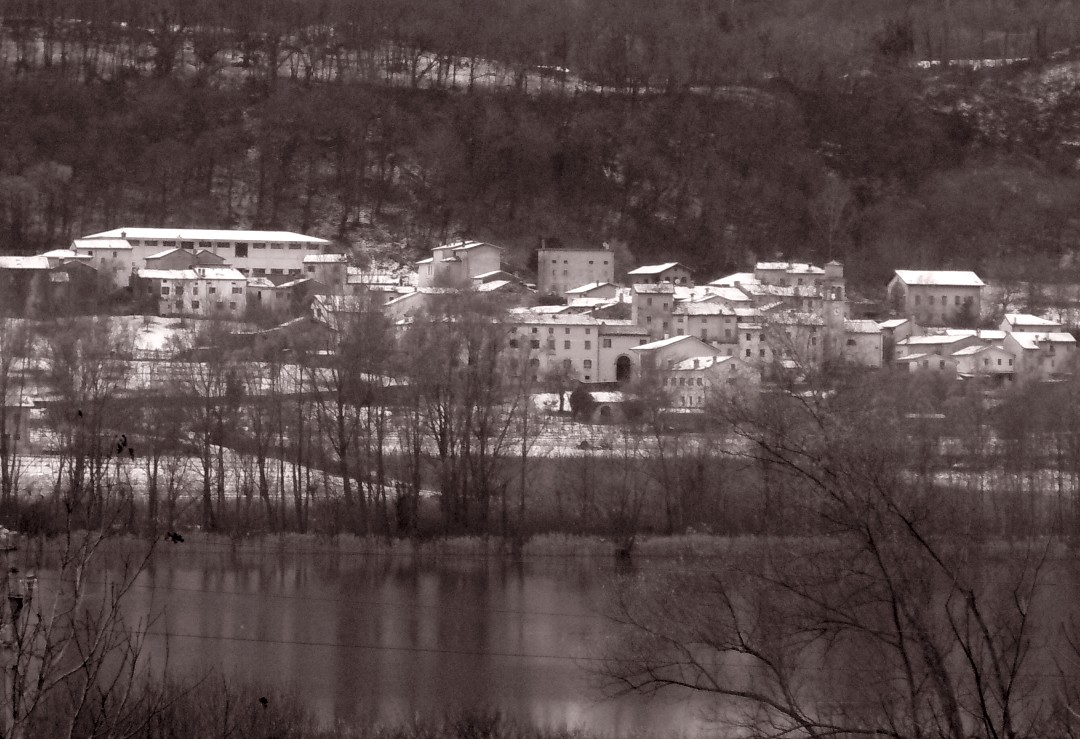
Fratta - veduta da Lago

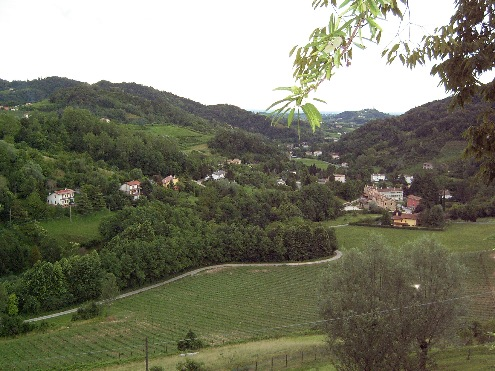
Colline nei dintorni di Tarzo

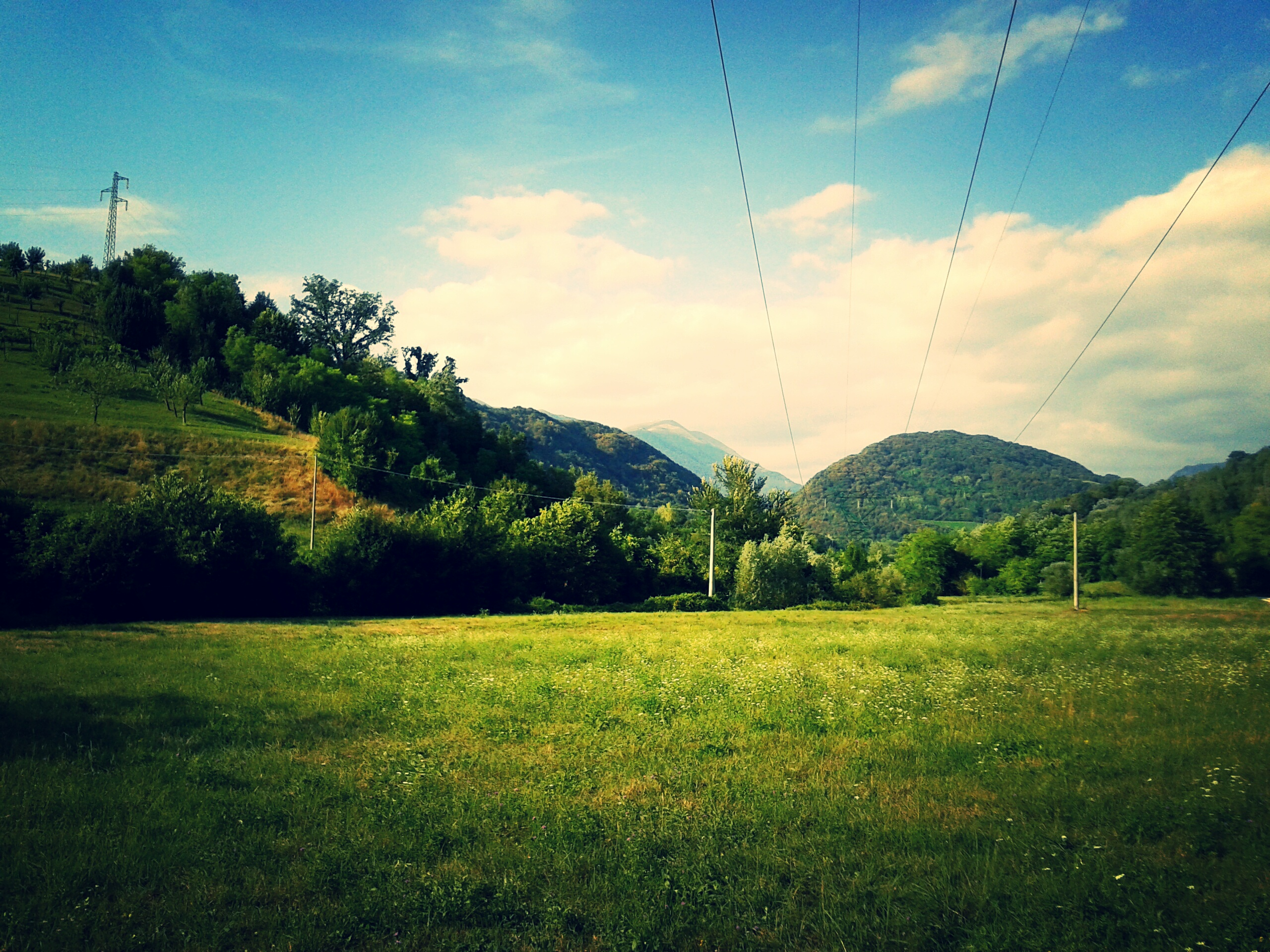
Piai

### Frazioni
Il comune di Tarzo è diviso in sette frazioni: Arfanta (69 ab.), Colmaggiore (233 ab.), Corbanese (1.203 ab.), Fratta (235 ab.), Nogarolo (98 ab.), Resera (123 ab.) e Tarzo stessa (1.586 ab.); altre località abitate sono Costa di Là (50 ab.), Reseretta (20 ab.) e Via Cesare Battisti (31 ab.). I dati precedenti non comprendono gli abitanti delle case sparse (889).

### Parrocchie
Arfanta (con Resera), Corbanese e Tarzo (con Fratta, Colmaggiore e Nogarolo) rappresentano anche le tre parrocchie in cui è diviso il comune, intitolate, rispettivamente, a San Bartolomeo apostolo, ai Santi Gervasio e Protasio martiri, e alla Purificazione della Beata Vergine Maria.
Le tre parrocchie presenti nel territorio comunale, comprese all'interno della diocesi di Vittorio Veneto, sono inserte nella Forania "La Vallata" e compongono, assieme alle parrocchie di San Matteo di Revine e di San Giorgio di Lago, l'unità pastorale "dei Laghi".

## Amministrazione

### Sindaci
| Periodo          | Periodo         | Primo cittadino    | Partito      | Carica                    | Note |
| ---------------- | --------------- | ------------------ | ------------ | ------------------------- | ---- |
| 23 aprile 1995   | 12 giugno 2004  | Alberto Dalla Bona | lista civica | Sindaco                   |      |
| 13 giugno 2004   | 3 novembre 2006 | Bruno Dal Mas      | Lega Nord    | Sindaco                   |      |
| 11 dicembre 2006 | 27 maggio 2007  | Paola De Palma     | -            | commissario straordinario |      |
| 28 maggio 2007   | 11 giugno 2017  | Gianangelo Bof     | Lega Nord    | Sindaco                   |      |
| 11 giugno 2017   | 13 giugno 2022  | Vincenzo Sacchet   | Lega Nord    | Sindaco                   |      |
| 13 giugno 2022   | in carica       | Gianangelo Bof     | Lega         | Sindaco                   |      |